# Hôn nhân liên tôn giáo trong Do Thái giáo

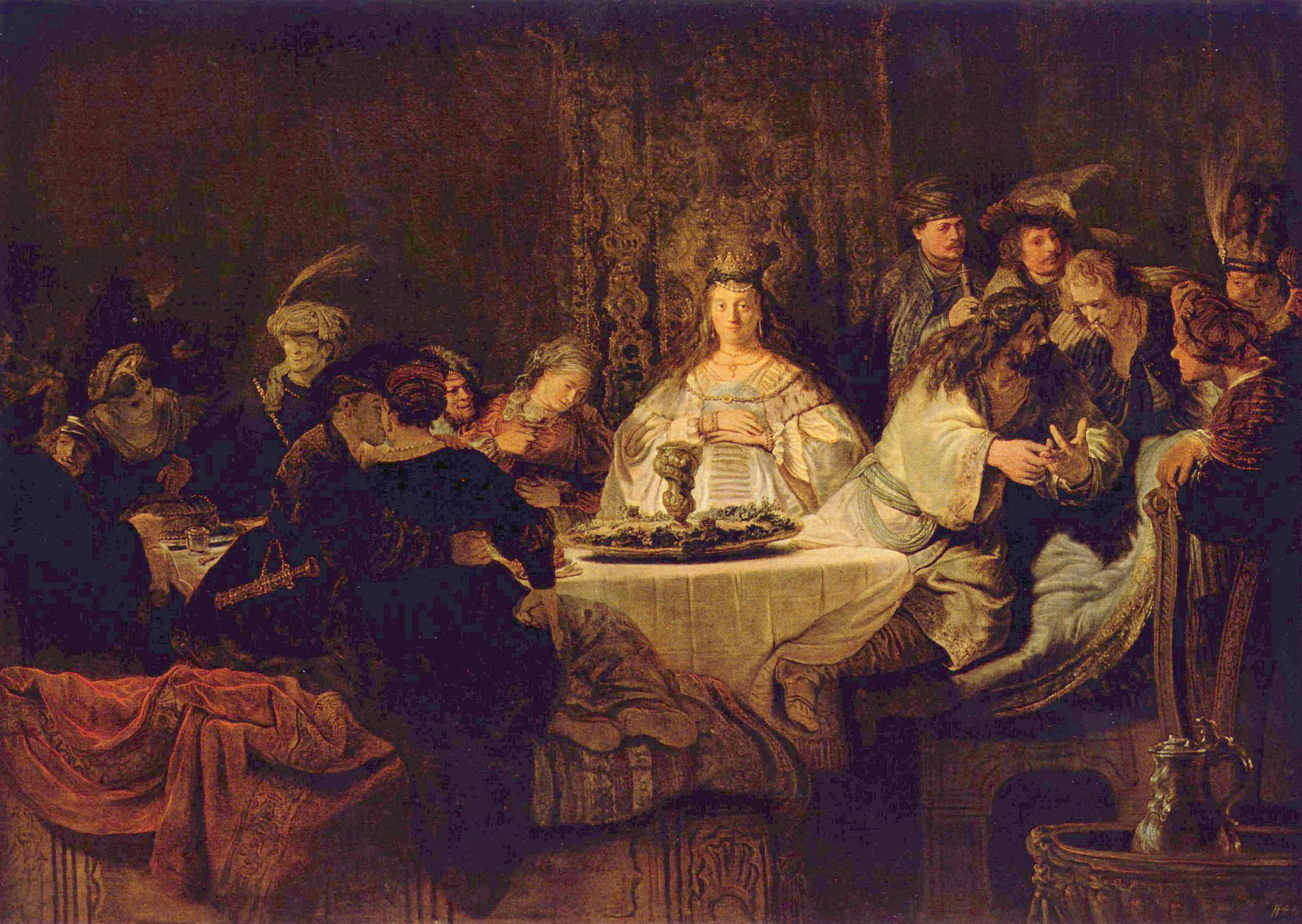
Bức họa The Wedding Feast of Samson của Rembrandt, mô tả cuộc hôn nhân của phán quan Samson và bà Delilah.

Hôn nhân liên tôn giáo trong Do Thái giáo (còn được gọi là hôn nhân lai) là trường hợp một người Do Thái giáo kết hôn với một cá nhân khác không cùng tôn giáo hoặc vô thần. Trong Sách Talmud và toàn bộ các điều luật Do Thái hiện hành cho đến các phong trào Do Thái ra đời sau thời kỳ Khai sáng Do Thái, hay còn gọi là "Haskala" (tiếng Hebrew: השכלה), hôn nhân giữa người Do Thái và người không cùng tôn giáo không chỉ bị cấm, mà còn bị xem là không có giá trị theo luật Do Thái.
Cuộc khảo sát năm 2013 của Dự án Pew Research Center's Religion & Public Life thực hiện tại Hoa Kỳ đã chỉ ra rằng tỷ lệ hôn nhân lai giữa các tôn giáo chiếm 58% trong số tất cả người Do Thái, và đạt đến mức 71% đối với người Do Thái không thuộc Phái chính thống.

## Các điều luật và phán quyết sau này
Luật Talmud khẳng định rằng hôn nhân giữa người Do Thái và người không cùng tôn giáo không chỉ bị cấm mà còn bị xem là hôn nhân vô giá trị theo luật Do Thái. Ngoài ra, đối với đàn ông Do Thái, họ không được công nhận là cha đẻ hoặc có quan hệ phụ huynh hợp pháp với bất kỳ đứa trẻ nào từ mối quan hệ với người phụ nữ không cùng tôn giáo.
Các nhà lãnh đạo Cơ đốc giáo không ủng hộ hôn nhân giữa người Do Thái và người Cơ đốc, thậm chí họ thường cấm hôn nhân liên tôn giáo và đe dọa áp dụng hình phạt tử hình.
Theo thời gian, nhiều quốc gia đã dần gỡ bỏ các hạn chế, cho phép hôn nhân giữa người Do Thái và người Cơ Đốc giáo thực hiện hôn nhân (cũng như Hồi giáo). Năm 1236, Giáo sĩ Moses Mikkots đã thuyết phục các cặp đôi Do Thái trong những cuộc hôn nhân này chấm dứt mối quan hệ. Năm 1807, Đại Hội đồng Sanhedrin do Napoléon chủ trì tuyên bố rằng, dù không được công nhận theo luật Do Thái, những cuộc hôn nhân này vẫn hợp pháp về mặt dân sự và không nên bị tẩy chay Năm 1844, Hội nghị Rabbin Brunswick đã mở rộng phán quyết năm 1807 để bao gồm tất cả các tín đồ theo đạo độc thần, nhưng đồng thời sửa đổi để cấm những cuộc hôn nhân mà ở đó pháp luật quốc gia không cho phép con cái được nuôi dưỡng theo đạo Do Thái. Hội nghị này đã gây ra nhiều tranh cãi; một trong những nghị quyết của hội nghị kêu gọi các thành viên của mình bãi bỏ Lời cầu nguyện Kol Nidre - lời nguyện mở đầu cho lễ Yom Kippur. Một thành viên của Hội nghị Brunswick sau này đã thay đổi quan điểm, trở thành người phản đối hôn nhân giữa các tôn giáo.
Trong Do Thái giáo truyền thống, hôn nhân giữa người Do Thái bẩm sinh và người thay đổi tôn giáo không được coi là hôn nhân liên tôn giáo.  Do đó, các văn bản Kinh Thánh có xu hướng ủng hộ hôn nhân liên tôn giáo (chẳng hạn như trường hợp ông Joseph kết hôn với bà Asenath, hay ông Boaz kết hôn với bà Ruth) theo các học giả cổ điển định nghĩa là "chỉ xảy ra sau khi người bạn đời ngoại quốc cải đạo sang Do Thái giáo". Tuy nhiên, một số quan điểm cho rằng người Canaan không được phép kết hôn ngay cả khi đã cải đạo; điều này không nhất thiết phải áp dụng cho con cái (của người Canaan). Bộ luật Shulchan Aruch và các bình luận kèm theo đưa ra đưa ra nhiều quan điểm về việc liệu hôn nhân liên tôn giáo có phải là điều cấm trong Điều răn Torah hay do các giáo sĩ quy định.
Trẻ em mồ côi - đứa trẻ bị bỏ rơi khi còn nhỏ mà không xác định được cha mẹ - sẽ được phân loại là Dân Ngoại trong vấn đề hôn nhân liên tôn giáo nếu được tìm thấy ở khu vực có ít nhất một người không cùng tôn giáo sinh sống (ngay cả khi có hàng trăm người Do Thái định cư ở đó và chỉ có một người không theo Do Thái giáo); điều này trái ngược hoàn toàn với cách đối xử trong các khía cạnh khác của tôn giáo Do Thái, khi mà một đứa trẻ bị bỏ rơi sẽ được coi là người Do Thái nếu đa số dân số trong khu vực đó là người Do Thái. Trong trường hợp chỉ xác định được mẹ của đứa trẻ mà không biết cha, đứa trẻ vẫn được xem như bị bỏ rơi, trừ khi người mẹ khẳng định rằng đứa trẻ là người Israel (lúc này, yêu sách được chấp nhận là đúng nếu không có bằng chứng phản chứng).

Hôn nhân giữa người Do Thái và người "có dòng máu Đức" bị cấm ở Đức Quốc xã theo Luật Nuremberg.

### Quan điểm hiện đại
Kinh Talmud và bộ luật Halakha chỉ rõ rằng rằng hôn nhân Do Thái (kiddushin) chỉ có thể được thực hiện giữa người Do Thái.
Các phái Do Thái tại Hoa Kỳ có xu hướng cởi mở hơn - bao gồm phái Cải Cách và  phong trào Tái Thiết (cùng là thành viên trong tổ chức Liên đoàn Do Thái Tiến bộ Thế giới) - không xem truyền thống lịch sử và pháp luật Do Thái là điều bắt buộc. Các hiệp hội giáo sĩ Do Thái Cải Cách không tuân thủ nghiêm ngặt quy định cấm kết hôn liên tôn giáo; Theo một cuộc khảo sát của các giáo sĩ năm 1985, hơn 87% giáo sĩ Tái thiết chấp nhận thực hiện hôn nhân liên tôn giáo  và vào năm 2003, ít nhất 50% giáo sĩ Cải cách cùng có chung quan điểm này. Tuy nhiên đến những năm 1980, Hội nghị Trung ương Giáo sĩ Do Thái Hoa kỳ đã liên tục phản đối hôn nhân liên tôn giáo thông qua các nghị quyết và phản hồi từ các giáo sĩ, kể cả khi thành viên của Hội nghị cũng tham gia vào hôn nhân. Vào năm 2015, Học viện Giáo sĩ Tái thiết đã bỏ phiếu chấp nhận sinh viên giáo sĩ trong các mối quan hệ liên tôn giáo, khiến Giáo lý Do Thái Tái thiết trở thành hệ phái Do Thái đầu tiên chính thức cho phép giáo sĩ thiết lập các mối quan hệ với cá nhân không phải người Do Thái.
Phong trào Do Thái Nhân văn là một phong trào Do Thái không đề cao chủ nghĩa thần học trong cuộc sống của người Do Thái thời nay, đồng thời định nghĩa Do Thái giáo dựa trên quá trình trải nghiệm văn hóa và lịch sử của dân tộc Do Thái, chứ không chỉ dựa trên niềm tin tôn giáo hay thần học. Hiệp hội Do Thái Nhân văn đã đưa ra quan điểm về câu hỏi "Liệu hôn nhân liên tôn giáo có làm cho Do Thái giáo suy tàn?" trên trang web của hiệp hội, nêu rõ, "Hôn nhân liên tôn giáo là kết quả tích cực của một xã hội tự do và cởi mở. Khi cộng đồng Do Thái giáo mở lòng đón nhận, chào đón và thể hiện sự đa dạng, chúng ta khuyến khích nhiều người gắn bó với dân tộc Do Thái hơn, thay vì ngược lại. Như vậy, hôn nhân liên tôn giáo có thể góp phần vào sự kế tục và phát triển của dân tộc Do Thái."
Giáo đường Do Thái Trung tâm Central Synagogue - nơi tổ chức các cuộc hôn nhân "liên tôn giáo". Những cuộc hôn nhân này là được tổ chức để tăng cường sự hiện diện liên tục của Do Thái giáo (mục đích để người bạn đời không theo Do Thái sẽ cải đạo sang Do Thái giáo). Nghiên cứu năm 2013 của Pew Research "Hậu quả của việc người Do Thái kết hôn với người ngoại tộc" chỉ ra rằng, con cái của những cuộc hôn nhân liên tôn giáo có xu hướng kết hôn với người ngoại giáo hơn, cũng như khả năng cao hơn so với những đứa trẻ có cả bố mẹ Do Thái tự ý thức mình theo Chủ nghĩa vô thần. Cuộc khảo sát cho thấy tỷ lệ con cái tự nhận là người Do Thái trong hôn nhân liên tôn giáo đang tăng. Trong cuộc khảo sát trong số người Mỹ 65 tuổi trở lên có bố mẹ là người Do Thái, 25% tự nhận mình là Do Thái; với người trẻ dưới 30 tuổi tỷ lệ này là 59%. Điều này cho thấy "hôn nhân liên tôn giáo có thể đang giúp mở rộng tầm ảnh hưởng của văn hóa Do Thái đến người dân Mỹ. "Tuy nhiên, 'cuộc khảo sát chỉ làm rõ mối tương quan tại một thời điểm cụ thể và chưa thể xác định mối quan hệ nhân - quả'. Hơn nữa, vẫn chưa rõ liệu nhóm người trẻ tuổi này có tiếp tục giữ gìn bản sắc Do Thái trong quá trình trưởng thành, kết hôn và lập gia đình hay không".
Tất cả các nhánh Do Thái giáo chính thống đều tuân theo quan niệm truyền thống về hôn nhân liên tôn giáo, bất kể tính hợp pháp hay chính thống của hôn nhân loại này, đồng thời cấm quan hệ tình dục với người theo đức tin khác. Các giáo sĩ Orthodoxy không tham gia hoặc hỗ trợ đám cưới liên tôn giáo. Khi kết hôn với người không tôn giáo, người Do Thái bị coi là từ bỏ đức tin của mình, dẫn đến việc bị cô lập khỏi phần lớn cộng đồng Chính thống.  Tuy nhiên, một số tín đồ Chabad-Lubavitch và Chính thống hiện đại vẫn tiếp xúc với những người Do Thái trong các hôn nhân liên tôn giáo, đặc biệt với phụ nữ (theo luật Orthodoxy, con cái của người mẹ Do Thái luôn được coi là người Do Thái, bất kể tình trạng tôn giáo của người cha).
Tuy không công nhận tính hợp lệ của hôn nhân liên tôn giáo, phong trào Bảo thủ vẫn khuyến khích gia đình chấp nhận người vợ/chồng không theo Do Thái, hy vọng rằng điều này sẽ kích thích họ cải đạo. Tiêu chuẩn Hành vi Rabbinic không cho phép các giáo sĩ Do Thái Bảo thủ chủ trì đám cưới liên tôn giáo và đã cấm họ tham dự đám cưới loại này cho đến năm 2018. Năm 1995, Hội đồng Lãnh đạo Do Thái Giáo Bảo thủ đã đưa ra tuyên bố về hôn nhân liên tôn giáo như sau:
Trước đây, hôn nhân liên tôn giáo...được xem như hành động chống đối, từ bỏ giáo lý Do Thái giáo. Những người Do Thái kết hôn liên tôn giáo thường bị cô lập.Tuy nhiên, ngày nay, hôn nhân liên tôn giáo thường là hậu quả của việc sống trong một xã hội mở...Nếu con em chúng ta sau này kết hôn với những người không theo đạo Do Thái, chúng ta không nên chối bỏ họ. Chúng ta cần tiếp tục yêu thương và nhờ đó duy trì một chút tác động trong đời sống của họ, cả về mặt tín ngưỡng Do Thái và các khía cạnh khác trong cuộc sống. Cuộc đời là hành trình phát triển không ngừng, và khi con cái chúng ta trưởng thành, họ có thể tiếp nhận được các giai thoại mà giáo lý Do Thái mang lại ý nghĩa sâu sắc hơn đối với đối với bản thân. Tuy nhiên, cuộc hôn nhân giữa người Do Thái và người ngoại giáo không phải là sự kiện đáng mừng trong cộng đồng Do Thái....

## Định nghĩa chính xác về "hôn nhân liên tôn giáo"
Các cộng đồng Do Thái Giáo có nhiều quan điểm về định nghĩa người Do Thái, từ đó ảnh hưởng tới quan niệm hôn nhân liên tôn giáo.  Trái với phong trào Do Thái Giáo Cải cách, dòng Chính thống không công nhận người mẹ không phải là người Do Thái hoặc người cải đạo mà quá trình đổi tôn giáo không tuân theo luật Do Thái truyền thống. Do Thái Giáo Bảo thủ không công nhận người có dòng dõi từ cha là người Do Thái.  Tuy nhiên, một số ít giáo sĩ Bảo thủ có xu hướng chấp nhận việc cải đạo theo phong trào Do Thái Cải cách, kể cả khi không đạt tiêu chuẩn Halachic truyền thống.
Trong trường hợp một người Do Thái kết hôn với người ngoại giáo nhưng tin vào Thiên Chúa theo quan niệm của Do Thái Giáo và từ chối các giáo lý của đạo Do Thái; những người này thường được gọi là Noahide. Steven Greenberg - Giáo sĩ Do Thái Chính thống đã đưa ra đề xuất gây tranh cãi rằng, trong trường hợp này, người bạn đời không theo đạo Do Thái nên được xem như là dân Ngoại (tiếng Hebrew: גר תושב) - thuật ngữ kinh thánh chỉ người không phải là Do Thái nhưng lại sinh sống trong cộng đồng Do Thái. Theo truyền thống Do Thái, những người này có trách nhiệm và đặc quyền tương tự như cộng đồng Do Thái nơi họ sinh sống.

## Tác động và hậu quả
Vào đầu thế kỷ 19, tại một số khu vực lạc hậu trên thế giới,  hiện tượng hôn nhân liên tôn giáo vô cùng hiếm gặp. Ví dụ, chưa đến 0,1% người Do Thái ở Algeria kết hôn với người ngoại giáo.  Đầu thế kỷ 20, ở các vùng Germanic tại Trung Âu, tỷ lệ hôn nhân liên tôn giáo trong cộng đồng Do Thái chỉ khoảng 5%. Tuy nhiên tại một số nơi khác, con số này cao hơn; ở Berlin đạt 18%, trong khi ở Úc gần nửa người Do Thái đã chọn kết hôn liên tôn giáo.
Trong thời gian gần đây, tỷ lệ hôn nhân liên tôn giáo đã có xu hướng tăng lên nói chung. Điển hình trong Cuộc Điều tra Dân số Do Thái Quốc gia Hoa Kỳ (2000-2001), kết quả cho thấy tại Hoa Kỳ trong giai đoạn từ 1996 đến 2001, gần một nửa (47%) người Do Thái kết hôn trong thời gian này đã chọn người bạn đời không cùng tôn giáo. Sự suy tàn của Do Thái Giáo được coi là một cuộc khủng hoảng bởi đa số các nhà lãnh đạo Do Thái, không phân biệt giáo phái. Đây chính là lý do từ giữa thế kỷ 19, một số nhà lãnh đạo Do Thái nổi tiếng đã chỉ trích hôn nhân liên tôn giáo như một mối đe dọa chính đến sự tồn tại của Do Thái Giáo.
Tại Hoa Kỳ, xu hướng kết hôn muộn kết hợp với hôn nhân liên tôn giáo, cộng đồng Do Thái đã giảm đáng kể; hiện tại chỉ còn 17 trẻ em Do Thái cho mỗi 20 người Do Thái trưởng thành Mặc khác, những người Do Thái cởi mở hơn chấp nhận hôn nhân liên tôn giáo như một phần của một xã hội đa văn hóa. Bất kể quan điểm về hôn nhân liên tôn giáo, hiện nay ngày càng có nhiều nỗ lực nhằm tiếp cận với con cháu của những cặp vợ chồng kết hôn liên tôn giáo. Mỗi giáo phái Do Thái tập trung vào những người (mà họ coi là) Do Thái; các tổ chức Do Thái và phi giáo phái đã ra đời để hỗ trợ con cháu của những cặp vợ chồng liên tôn giáo trở về với đạo Do Thái.
Có một số trường hợp đặc biệt như, con cái của phụ huynh không được nuôi dạy theo đức tin của đạo Do Thái,  nhưng vẫn tự nhận thức được về văn hóa và nguồn gốc Do Thái.  Một ví dụ về cá nhân như vậy là ông Barry Goldwater, người có cha là người Do Thái, nhưng suốt đời theo đạo Giáo Hội Anh giống mẹ ông, mặc dù ông hiếm khi tự xưng mình là người Do Thái.

## Quan hệ giữa Cơ đốc giáo và Do Thái giáo
Trong quan hệ giữa Cơ đốc giáo và Do Thái giáo, hôn nhân liên tôn giáo cùng với các vấn đề liên quan đến người Do Thái đang trở thành mối quan tâm chung của các nhà lãnh đạo cả hai bên. Đa số các giáo hội Cơ đốc chính thống không chỉ chấp nhận mà còn khuyến khích người Do Thái cải đạo. Tuy nhiên, một số giáo phái Cơ đốc giáo Tiến bộ đã công khai tuyên bố họ sẽ không tiếp tục duy trì quan điểm này. Những giáo hội này ủng hộ Thuyết Giao ước kép đồng thời sáng lập tổ chức chống truyền giáo và phản truyền giáo Do Thái, với mục đích khuyến khích người Do Thái từ chối cải đạo sang Cơ đốc giáo, trong khi các tổ chức Do Thái giáo Tin Lành lại nỗ lực thúc đẩy việc cải đạo.

## Phản đối hôn nhân lai tại Israel
Hầu hết người Do Thái Israel phản đối các mối quan hệ lai,  nhất là những mối quan hệ giữa giữa phụ nữ Do Thái và đàn ông Hồi giáo. Cuộc thăm dò ý kiến vào năm 2007 cho thấy hơn một nửa người Do Thái tại Israel coi hôn nhân liên tôn giáo như một "hành động phản quốc". Năm 2005, Ben-Zion Gopstein - một tín đồ của chủ nghĩa quốc gia cực đoan Meir Kahane, đã thành lập tổ chức Lehava với mục đích chống lai ghép. Tên của tổ chức này là từ viết tắt của cụm từ "Chống Hòa nhập tại Vùng đất Thánh" (tiếng Hebrew: למניעת התבוללות בארץ הקודש).